# Терези (сузір'я)

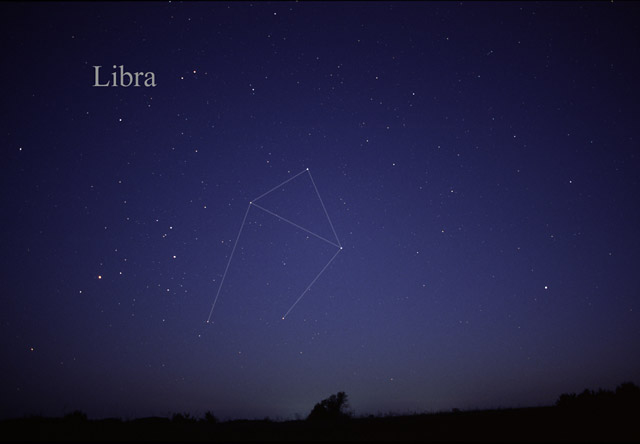
Терези неозброєним оком.

Терези́ (лат. Libra) — зодіакальне сузір'я, що лежить між сузір'ями Скорпіона і Діви. Неозброєним оком в ньому можна виділити 83 зорі. Сонце знаходиться у сузір'ї Терезів з 31 жовтня по 22 листопада.

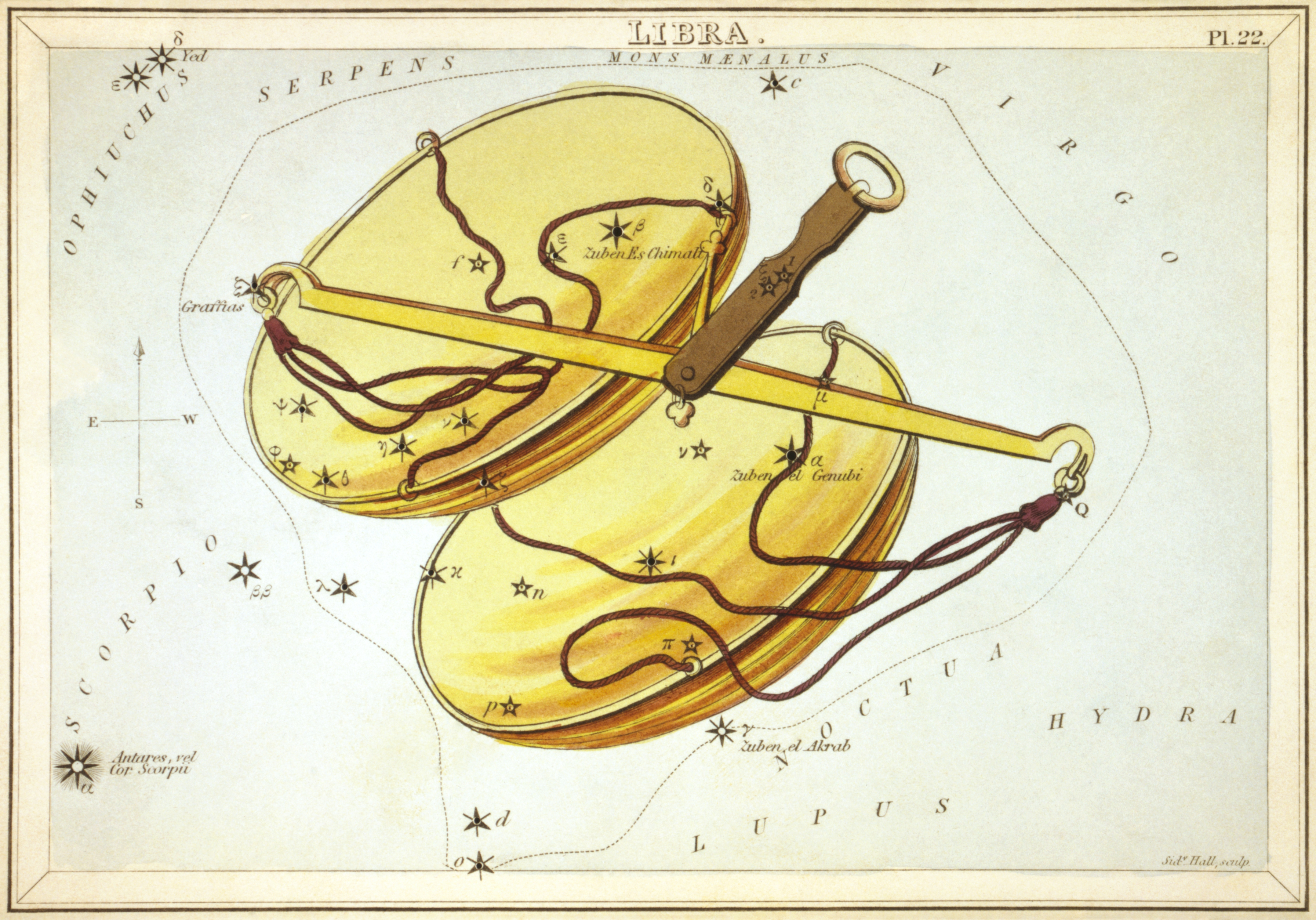
Сузір'я Терезів із «Дзеркала Уранії», набору тематичних карток опублікованого у Лондоні, бл. 1825 року.

## Історія
Початково зорі цього сузір'я входили до складу Скорпіона. Як самостійне сузір'я в античній традиції оформилося досить пізно, близько II століття до н. е., хоча окремі згадування зустрічаються і раніше, наприклад, Арат Солійський пише про сузір'я в поемі «Явища і передбачення» (III ст. до н. е.). Однак, навіть в I столітті до нашої ери Вергілій пропонує створити на цьому місці нове сузір'я, присвячене імператору Августу, урізавши сузір'я Скорпіон.
У період оформлення сузір'я як самостійного для нього використовувалося назва «Клешні»: малися на увазі клешні сузір'я Скорпіон. У зазначений період відповідна група зір трактувалася іноді як астеризм, іноді — як сузір'я. Зокрема, на «Альмагесті» Птолемея сузір'я описано як окреме сузір'я «Клешні». При цьому для відповідного знака зодіаку застосовувалося назву «Терези», що ймовірно, мало Малоазійське походження. Ця назва стає загальновживаним щодо сузір'я приблизно в I столітті до н. е. Терези — єдине сузір'я зодіаку, що представляє неживий предмет. Дослідники вважають, що це пов'язано саме з пізнім формуванням сузір'я.
На думку деяких авторів на початку сузір'я являло вівтар; потім його зображували як вівтар, лампу, але зазвичай як ваги, затиснуті в лещатах Скорпіона або з клешнями Скорпіона, що лежать на шальках терезів; пізніше клішні «відпустили здобич» і укоротилися. Досі зірки α і β Терезів називають Південною та Північною клешнями.
У Стародавньому Єгипті три найяскравіші зорі Терезів (α, β і σ Терезів) утворювали сузір'я, яке розглядалося як човен. Терези — сузір'я, про яке не згадують ні Євдокс, ні Аратус. Терези згадують Мането (III ст. до н. е.) і Гемін (I ст. до н. е.), а Птолемей включив його до своїх 48 астеризмів. Птолемей каталогізував 17 зірок, Тихо Браге — 10, а Йоганн Гевелій — 20. Сузір'ям воно стало лише в Стародавньому Римі, коли почало зображати терези, які тримала Астрея, богиня правосуддя, що асоціювалася з Дівою в грецькій міфології.

## Зорі
Найяскравіші зірки в сузір'ї утворюють прямокутник:
- α Терезів, Зубен ель Генубі («Південна клешня») — подвійна зоря з блиском компонентів 5,15m, 2,75m
- β Терезів, Зубен ель Шемалі, («Північна клешня»);
- γ Терезів, Зубен ель Акраб («Клешня скорпіона»);
- δ Терезів — затемнена змінна зоря, змінює блиск від 4,8 до 6,0 зоряної величини з періодом 2,3 доби;
- σ Терезів, напівправильна змінна зоря.

Значущі об'єкти:
- Gliese 581, червоний карлик з чотирма планетами, одна з них — (Gliese 581d) знаходиться в зоні життя цієї зорі та належить до класу Суперземля. На цій планеті може існувати вода в рідкому стані, а значить і життя в тій формі, в якій це розуміють вчені Землі. Це зробило планету об'єктом для пильного вивчення. 9 жовтня 2008 до зорі Глізе 581 d було відправлено радіопослання AMFE[en], а 28 серпня 2009 — радіопослання HFE.